# Kesteren vasútállomás
Kesteren vasútállomás Hollandiában, Neder-Betuwe községben, Kesteren településen van.

## Vasútvonalak
Az állomást az alábbi vasútvonalak érintik:
- Kesteren-Amersfoort-vasútvonal
- Elst-Dordrecht-vasútvonal

## Kapcsolódó állomások
A vasútállomáshoz az alábbi állomások vannak a legközelebb:
- Tiel vasútállomás
- Opheusden vasútállomás
- Rhenen vasútállomás